# Groupe international de soutien au Liban
 (juin 2025).
Motif : les sources ne sont présentes que sur une période d'un an. Par ailleurs, l'article est orphelin et sans interwiki
- Archive Wikiwix
- Bing
- Cairn
- DuckDuckGo
- E. Universalis
- Gallica
- Google
- G. Books
- G. News
- G. Scholar
- Persée
- Qwant
- (zh) Baidu
- (ru) Yandex
- (wd) trouver des œuvres sur Wikidata

| 1. | Préciser le motif de la pose du bandeau. | Précisez le motif de la pose du bandeau en utilisant la syntaxe suivante : {{admissibilité à vérifier\|date=juin 2025\|motif=remplacez ce texte par le motif}}                                                |
| 2. | Informer les utilisateurs concernés.     | Pensez à avertir le créateur de l'article, par exemple, en insérant le code ci-dessous sur sa page de discussion : {{subst:avertissement admissibilité à vérifier\|Groupe international de soutien au Liban}} |

 (avril 2020).
Le Groupe international de soutien au Liban a été créé en 2013. Il inclut les cinq membres permanents du Conseil de sécurité de l’ONU (États-Unis, Russie, Chine, France et Royaume-Uni), ainsi que l’Allemagne, l’Italie, l’Union européenne, l’ONU et la Ligue arabe.
Il se réunit à Paris le 11 décembre 2019 à la suite de la crise économique et politique que traverse le pays.